# Батт II
Батт II Улюбленець богів (*Βάττος ὁ Εὐδαίμων, д/н — 560 до н. е.) — давньогрецький цар Кирени у 583–560 роках до н. е.

## Життєпис
Походив з династії Баттіадів. Син царя Аркесілая I. Про молоді роки немає відомостей. Батт успадкував трон після смерті батька у 583 році до н. е. Головною метою поставив збереження міста-держави Кирени та розширення її кордонів. Для цього вирішив скористатися підтримкою Дельфійського оракула, якого надіслав багаті дарунки. У відповідь оракул закликав греків переїздити до Кирени. Незабаром Кирена поповнилася колоністами з Пелоппонеського півострова та Криту. Також було засновано нове місто Аполлонію. Остання також підпала під владу Батта II.
В результаті таких дій розпочалася війна між лівійськими племенами та грецькими поселенцями. 570 року до н. е. у місцевості Іраса з'єднані сили єгиптян (їх надісла фараон Апрій) та лівійців на чолі із царем Адікраном зустрілися у вирішальній проти армії Батта II. Останній здобув переконливу перемогу. лівійці вимушені були визнати захоплення греків.
Того ж року новим фараоном Єгипту став Яхмос II, з яким Батт II уклав мирний договір. З цього моменту зовнішній ворог не загрожував цареві. Він зосередив увагу на розбудові своїх міст. Помер у 560 році до н.е

## Родина
- Аркесілай II, цар Кирени у 560–550 роках до н. е.
- Леарх, цар Кирени у 550 році до н. е.